# 大吉 (越谷市)
大吉（おおよし）は、埼玉県越谷市の大字。郵便番号は343-0008。

## 地理
埼玉県の東部地域で、越谷市の東部に位置する。大落古利根川を境に吉川市と隣接している。新方川が西の境界を流れる。南の境界は逆川が流れ、治水対策として大吉調節池が整備された。

## 歴史
かつては大吉村であった。
- 1889年（明治22年）4月1日 - 町村制施行により、北川崎村、船渡村、大吉村、大松村、大杉村、弥十郎村、向畑村が合併し南埼玉郡新方村が成立し、新方村大字大吉となる。
- 1954年（昭和29年）11月3日 増林村が南埼玉郡越ヶ谷町、大沢町、新方村、桜井村、大袋村、荻島村、出羽村、蒲生村、大相模村と合併し越谷町が成立、越谷町の大字となる。
- 1958年（昭和33年）11月3日 - 越谷町が市制施行し越谷市の大字となる。
- 1968年（昭和43年）11月1日 - 新方川より西の大字大吉の一部が大字弥十郎、大字大杉、大字向畑の各一部とともに弥栄町に再編される[4]。
- 1981年（昭和56年）4月1日 - 地内に越谷市立新栄中学校が創立される。
- 1995年（平成7年） - 地内にキャンベルタウン野鳥の森が開設される。
- 1996年（平成8年）9月21日 - 大字大吉の一部（字鷺代）から東大沢三丁目が成立。

## 世帯数と人口
2022年（令和4年）1月1日現在の世帯数と人口は以下の通りである。
| 町丁     | 世帯数  | 人口  |
| -------- | ------- | ----- |
| 大字大吉 | 241世帯 | 501人 |

## 小・中学校の学区
市立小・中学校に通う場合、学区（校区）は以下の通りとなる。
| 番地          | 小学校             | 中学校                                   |
| ------------- | ------------------ | ---------------------------------------- |
| 172、224〜232 | 越谷市立鷺後小学校 | 越谷市立新栄中学校（越谷市立栄進中学校） |
| その他        | 越谷市立新方小学校 | 越谷市立新栄中学校                       |

## 交通

### 道路
- 都市計画道路 浦和野田線
- 埼玉県道・東京都道102号平方東京線

## 施設
- 越谷市 新方地区センター・公民館
- 越谷市立新栄中学校
- キャンベルタウン野鳥の森
- 大吉農村センター
- 大吉調節池（大吉調節池親水公園）
  - 大吉調節池排水機場
- 大吉香取神社
- 徳蔵寺